# Epidemia (zespół muzyczny)
Epidemia (ros. Эпидемия) to zespół muzyczny z Rosji, grający melodyjny fantasy power metal, założony w 1993. Grupa stała się szczególnie znana dzięki wydaniu metal-opery Эльфийская рукопись w 2004 roku, która jest również albumem kompilacyjnym. Jej druga część, Эльфийская рукопись: Сказание на все времена, została wydana w 2007. Obecnie jest to jeden z najpopularniejszych współczesnych rosyjskich zespołów metalowych.
Do najpopularniejszego składu grupy, oprócz obecnie znajdujących się w zespole gitarzysty-założyciela, klawiszowca i perkusisty, należeli: Максим Самосват (Maksim Samoswat) - wokalista w latach 2000-2010 i Иван Изотов (Iwan Izotow) - basista w latach 2005-2010. Natomiast Илья Мамонтов (Ilja Mamontow), grający w Epidemii na gitarze elektrycznej od 2004 roku, został basistą w 2010. Mimo to na późniejszych albumach nagrywał również gitarę.

## Muzycy

### Obecny skład zespołu
- Евгений Егоров (Jewgienij Jegorow) – śpiew (od 2010)
- Юрий "Juron" Мелисов (Jurij Mielisow) – gitara elektryczna (od założenia w 1993; lider)
- Илья "Lars" Мамонтов (Ilja Mamontow) – gitara basowa (od 2010); gitara elektryczna (od 2004)
- Дмитрий "Terris" Процко - (Dmitrij Procko) – gitara elektryczna (od 2010)
- Дмитрий Кривенков (Dmitrij Kriwienkow) – perkusja (od 2003)

## Dyskografia

### Albumy studyjne
- Воля К Жизни (Wola K Żyzni - Chęć życia) - minialbum - 1998
- На Краю Времени (Na Kraju Wriemieni - Na skraju czasu) - album - 1999
- Загадка Волшебной Страны (Zagadka Wołszebnoj Strany - Zagadka magicznej krainy) - album - 2001
- Эльфийская Рукопись (Elfijskaja Rukopis’ - Elficki rękopis) - album koncepcyjny/opera rockowa - 2004
- Эльфийская Рукопись: Сказание на Все Времена (Elfijskaja Rukopis': Skazanije na Wsie Wremiena - Elficki rękopis: Legenda po wsze czasy) - album koncepcyjny/opera rockowa - 2007
- Дорога Домой (Doroga Domoj - Droga do domu) - album - 2010
- Сокровище Энии (Sokrowiszie Enii - Skarb Enii) - album koncepcyjny/opera rockowa - 2014

### Single
- Сумеречный Ангел (Sumieriecznyj Angieł - Anioł zmroku) - singiel - 2009
- Придумай Светлый Мир (Pridumaj Swielyj Mir - Stwórz jasny świat) - singiel - 2016

### Albumy kompilacyjne
- Жизнь в Сумерках (Żyzń w Sumierkach - Życie o zmroku) - album kompilacyjny - 2005
- Всадник из льда (Wsadnik iz lda - Jeździec z lodu) - album kompilacyjny zawierający spokojniejsze utwory grupy - 2011

Uwagi: Wszystkie albumy kompilacyjne zawierają nagrane na nowo wersje starych utworów.

### Wydawnictwa koncertowe
- Хроники Сумерек: 10 Лет Пути (Hroniki sumieriek: 10 Liet Puti - Kroniki zmroku: 10 lat drogi) - DVD - 2006
- Хроники Сумерек - Эльфийская Рукопись (Hroniki sumieriek - Elfijskaja Rukopis - Kroniki zmroku - Elficki rękopis) - DVD - 2006
- Эльфийская Рукопись - Сага о Двух Мирах (Elfijskaja Rukopis - Saga o Dwuh Mirah - Elficki rękopis - Saga o dwóch światach) - 3 DVD - 2010
- В Трезвучиях Баллад... (W Trezwuczijach Ballad - W triadach ballad) - DVD+CD - 2012
- Дует Ветер Ледяной (Dujet wieter Ledjanoj - Wieje wiatr lodowaty) - 2 CD - 2015

### Inne wydawnictwa
- Феникс (Fieniks - Feniks) - demo - 1995